# 辛德山
77°16′S 166°25′E / 77.267°S 166.417°E
辛德山是南極洲的山峰，位於羅斯島，處於伯德山西坡，海拔高度305米，由新西蘭的探險隊繪入地圖和命名，現時由南極條約體系管理。